# Rivellia melliginis
Rivellia melliginis är en tvåvingeart som först beskrevs av Fitch 1855.  Rivellia melliginis ingår i släktet Rivellia och familjen bredmunsflugor. Inga underarter finns listade i Catalogue of Life.